# Cymatodera hopei
Cymatodera hopei là một loài bọ cánh cứng trong họ Cleridae. Loài này được miêu tả khoa học đầu tiên năm 1832 bởi Gray in Griffith.